# Gravenstein
Gravenstein es una  variedad cultivar de manzano (Malus domestica).
Se dice que se originó en el jardín del duque de Augustenberg, el castillo de Graefenstein, Schleswig-Holstein o en Italia o el Tirol del Sur y se envió a Schleswig-Holstein, o vástagos de Italia enviados a casa por un hermano del conde Chr. Ahlefeldt del castillo de Graasten, Jutlandia del Sur. Se cree que llegó a Dinamarca alrededor de 1669. Las frutas tienen una carne crujiente, de textura más bien gruesa y jugosa con una agradable mezcla de dulzura y acidez con un sabor distintivo.
'Gravenstein' es una manzana de verano que está lista para la cosecha desde finales de agosto hasta mediados de septiembre. Su cultivo estuvo muy  extendido en todo el mundo, con un enfoque en Europa desde el Tirol del Sur hasta Noruega, en América en California, en Nueva Escocia en Canadá, y en Chile (Valdivia, y Contulmo); su importancia comercial ha disminuido considerablemente en las últimas décadas y está particularmente extendida como cultivar.
Su sabor ampliamente elogiado, el tiempo de cosecha temprana y la buena idoneidad para el procesamiento adicional contribuyeron a su propagación. 'Gravenstein' fue reemplazado por variedades más nuevas porque es difícil de almacenar, exigente para crecer y sensible al impacto. 'Gravenstein' fue coronado como la fruta nacional de Dinamarca en 2005. En el mismo año, "Slow Food USA" agregó la "Sebastopol Gravenstein Apple" al arca del gusto. El "Arca del Buen Gusto de Canadá de Slow Food" ha tenido a "Nova Scotia Gravenstein" desde 2007.

## Sinónimos
- "Grafensteiner",
- "Graasten",
- "Grafenapfel",
- "Gravensteiner",
- "Calville de Grafenstein",
- "Calville de Gravenstein",
- "Calville Grafensteiner",
- "Calville Gravenstein",
- "Calville Gravensteiner",
- "Danish Graasteen",
- "de Comte",
- "de Gravenstein",
- "de Princesse",
- "der Graefensteiner",
- "Gråsten æble", (danés),
- "Blumencalvill",
- "Ernteapfel",
- "Sabine of the Flemmings",
- "Sommerkönig",
- "Banks Red",
- "Early Congress",
- "Tom Harryman".[4]

## Historia
'Gravenstein' es una variedad de manzana, en la que hay implicadas dos historias que pretenden proporcionar el origen de la variedad. Una de ellas dice que la manzana se originó en Italia (posiblemente conocida como 'Calville Blanc') y en algún momento de la década de 1660, la estaca de vástago de estos árboles fue enviada al castillo de Gråsten en Jutlandia (Dinamarca) donde se propagó. La otra historia cuenta que la variedad se cultivó a partir de semillas (posiblemente de Holanda) recibidas en el Castillo de Gråsten (Gråsten es danés para Gravenstein). La versión alemana, 'Gravensteiner', fue aceptada como el nombre propio del cultivar. Parece que no hay registro de su parentesco.
'Gravenstein' se cultiva en la National Fruit Collection con el número de accesión: 1957 - 215 y Accession name: Gravenstein.
'Gravenstein' es el parental-madre de la variedades cultivares de manzana:
- Filippa
- Dulmener Rosenapfel

'Gravenstein' es el parental-padre de la variedades cultivares de manzana:
- James Lawson
- Adersleber Calville

'Gravenstein' es origen de Desportes, nuevas variedades de manzana:
- All-Red Gravenstein
- Morkrod

## Características

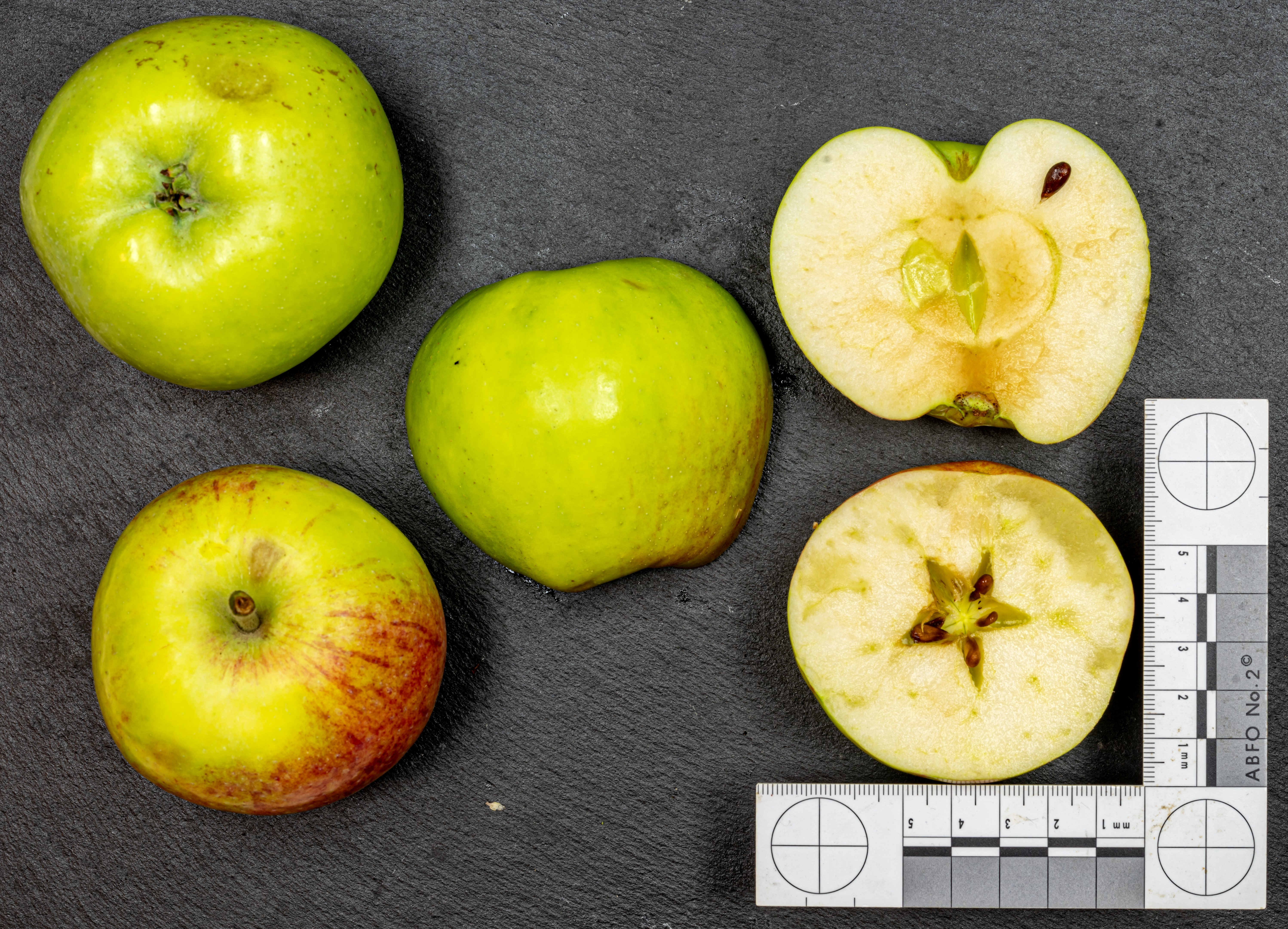
La Manzana 'Gravenstein' seccionada.

'Gravenstein' árbol de extensión amplia, de vigor moderado. Tiene un tiempo de floración que comienza a partir del 28 de abril con el 10% de floración, para el 3 de mayo tiene una floración completa (80%), y para el 10 de mayo tiene un 90% caída de pétalos.
'Gravenstein' tiene una talla de fruto grande; forma truncado cónico, con una altura de 64.00mm, y con una anchura de 74.00mm; con nnervaduras redondeadas en la corona; epidermis ligeramente cerosa (la piel desarrolla una sensación grasa en la madurez), con color de fondo verde virando a amarillo, con un sobre color rojizo, importancia del sobre color medio, y patrón del sobre color rayado, presenta rayas rojizas dispersas y, a veces, un rubor rojizo cobrizo en la cara expuesta al sol, y con "russeting" (pardeamiento áspero superficial que presentan algunas variedades) muy bajo; cáliz moderadamente pequeño y parcialmente abierto se encuentra en una cuenca abierta; pedúnculo muy corto a mediano y robusto, colocado en una cavidad profunda, angular y oxidada; carne tierna, de textura fina, amarillenta y crujiente; bien equilibrado dulzura y acidez, salado y picante. Brix 11.5, acidez 7.2 g / litro.
Su tiempo de recogida de cosecha se inicia a finales de agosto y principios de septiembre. La fruta es de primera cuando se deja madurar completamente en un clima cálido, pero tiende a ser ácida y delgada cuando se cultiva en un clima frío. Se conserva en frío menos de tres meses.

## Usos
Una buena manzana de uso múltiple pues es una excelente manzana de postre fresca en mesa, para la cocina , y para la elaboración de sidra.

Manzanas 'Gravenstein'
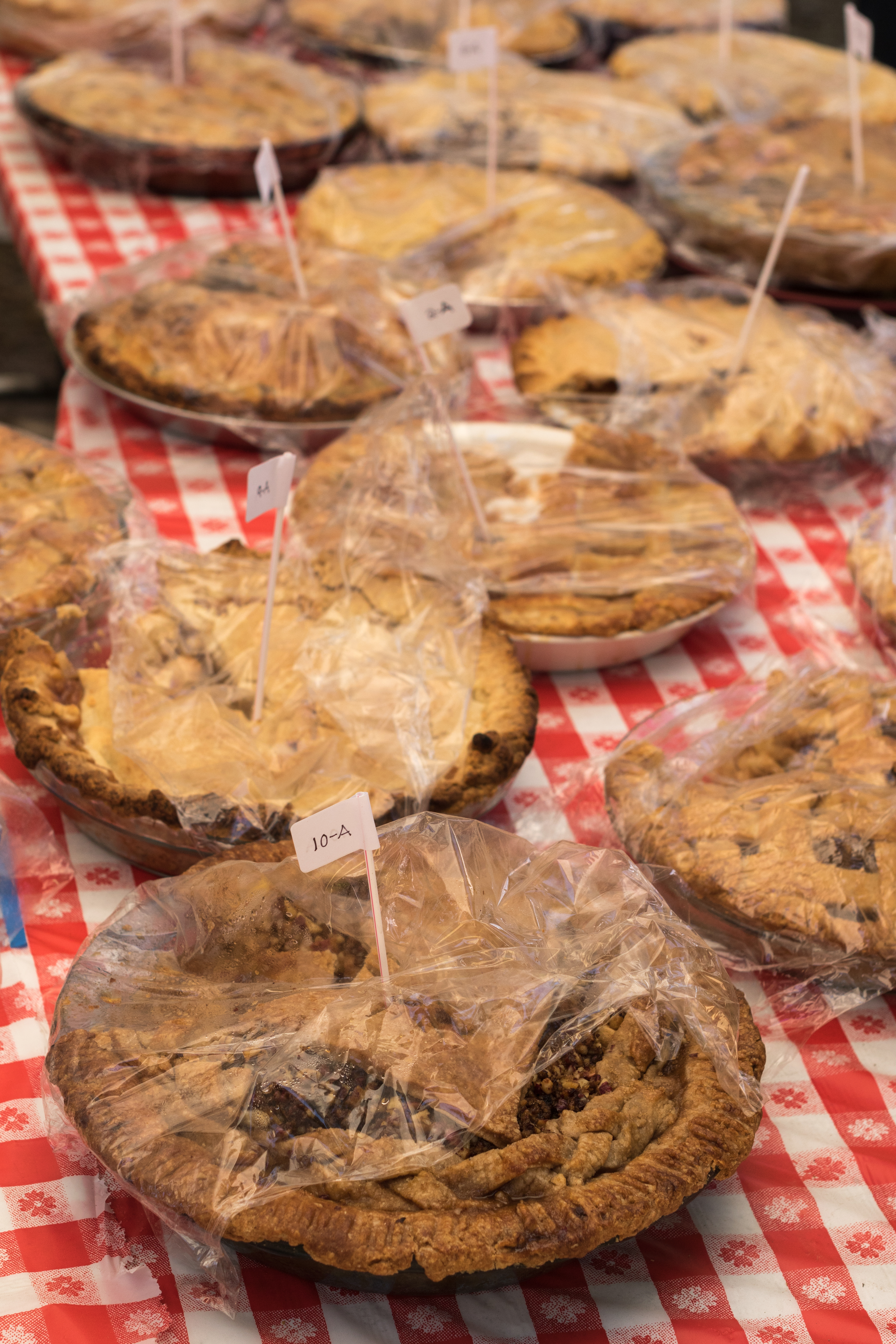
Tarta de manzana Gravesteiner.
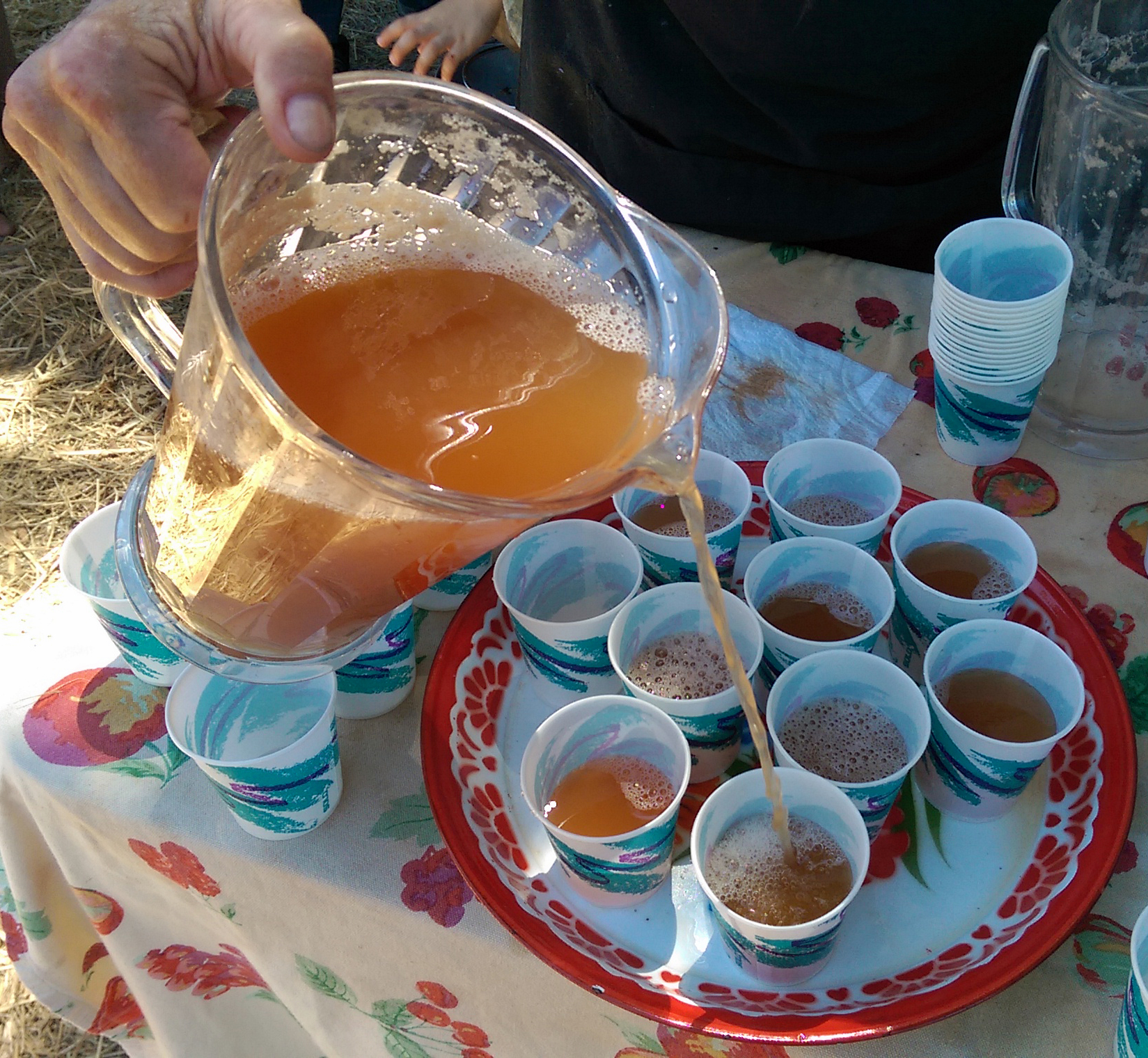
Sidra hecha de manzana Gravesteiner.

## Ploidismo
Triploide, 'Gravenstein' y sus muchas mutaciones no proporcionan polen viable para sí mismo u otros árboles. Grupo de polinización: A, Día 3.

## Susceptibilidades
Vulnerabilidades: propenso a la chancro , la Sarna del manzano, al óxido del cedro y del manzano y mucho más al mildiu. Moderadamente susceptible al fuego bacteriano. Tratar con calcio si el exceso de humedad y de lluvia son un problema. Sensible al cobre, que es un ingrediente principal de la mezcla de "Bordeaux mix".
La variedad de manzana 'Gravenstein' es padre de las variedades 'Filippa' y 'Dülmener Rosenapfel' y madre de las variedades 'James Lawson' y 'Adersleber Kalvill'. Un descendiente de Filipa es la variedad sueca 'Aroma', que ahora es la variedad principal de Noruega.

Manzanas descendientes de 'Gravenstein'
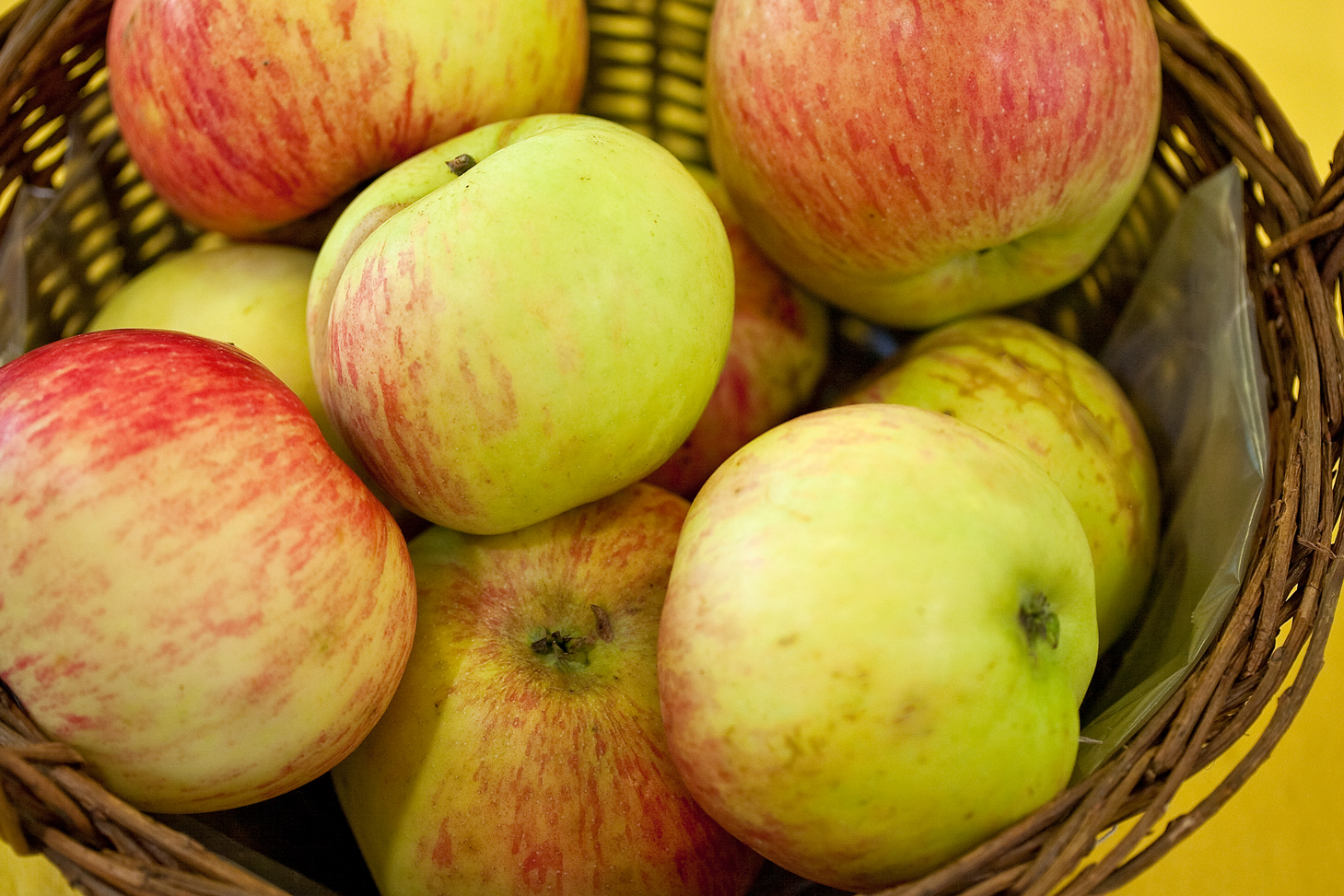
'Dülmener Rosenapfel'.
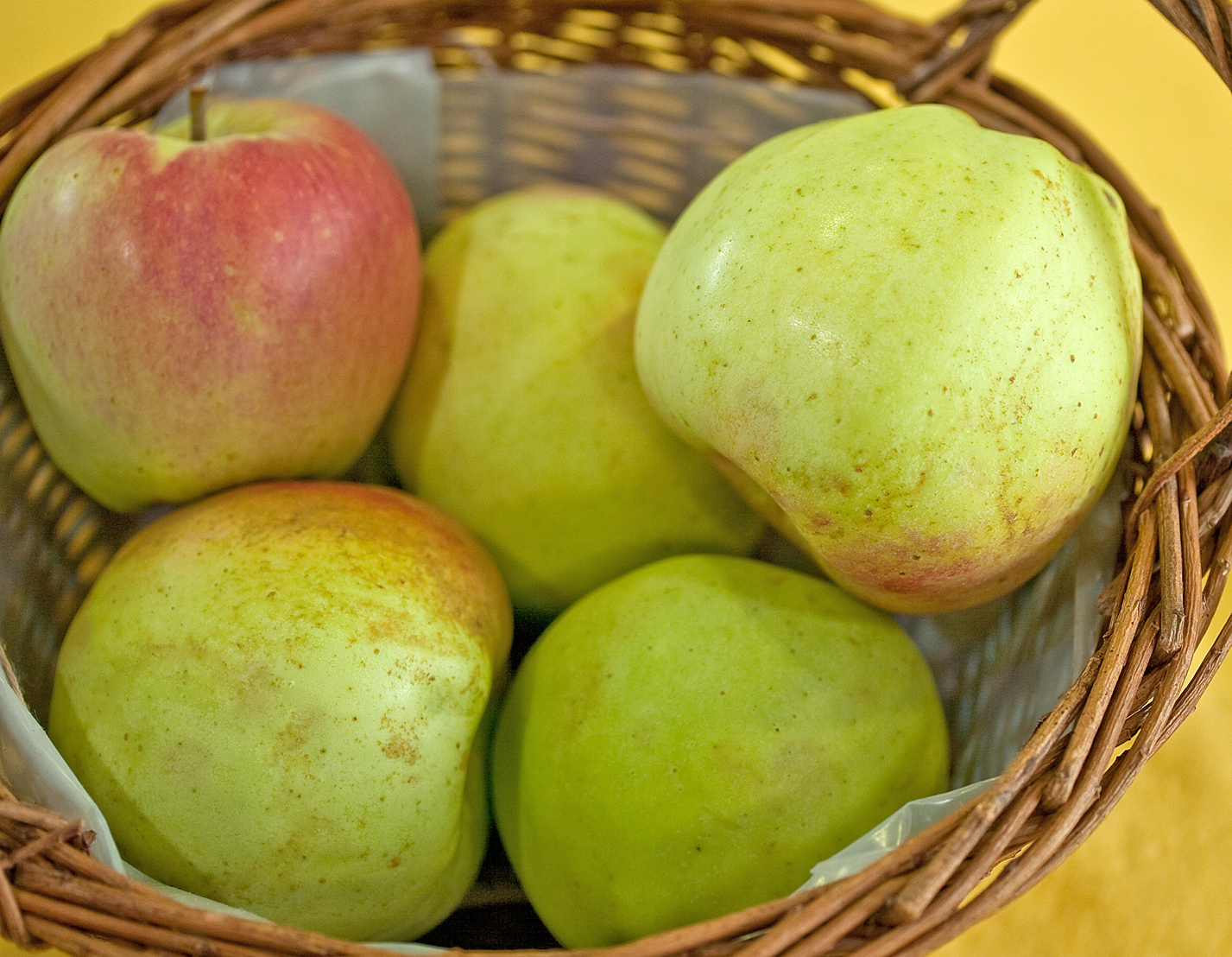
'Adersleber Kalvill'.
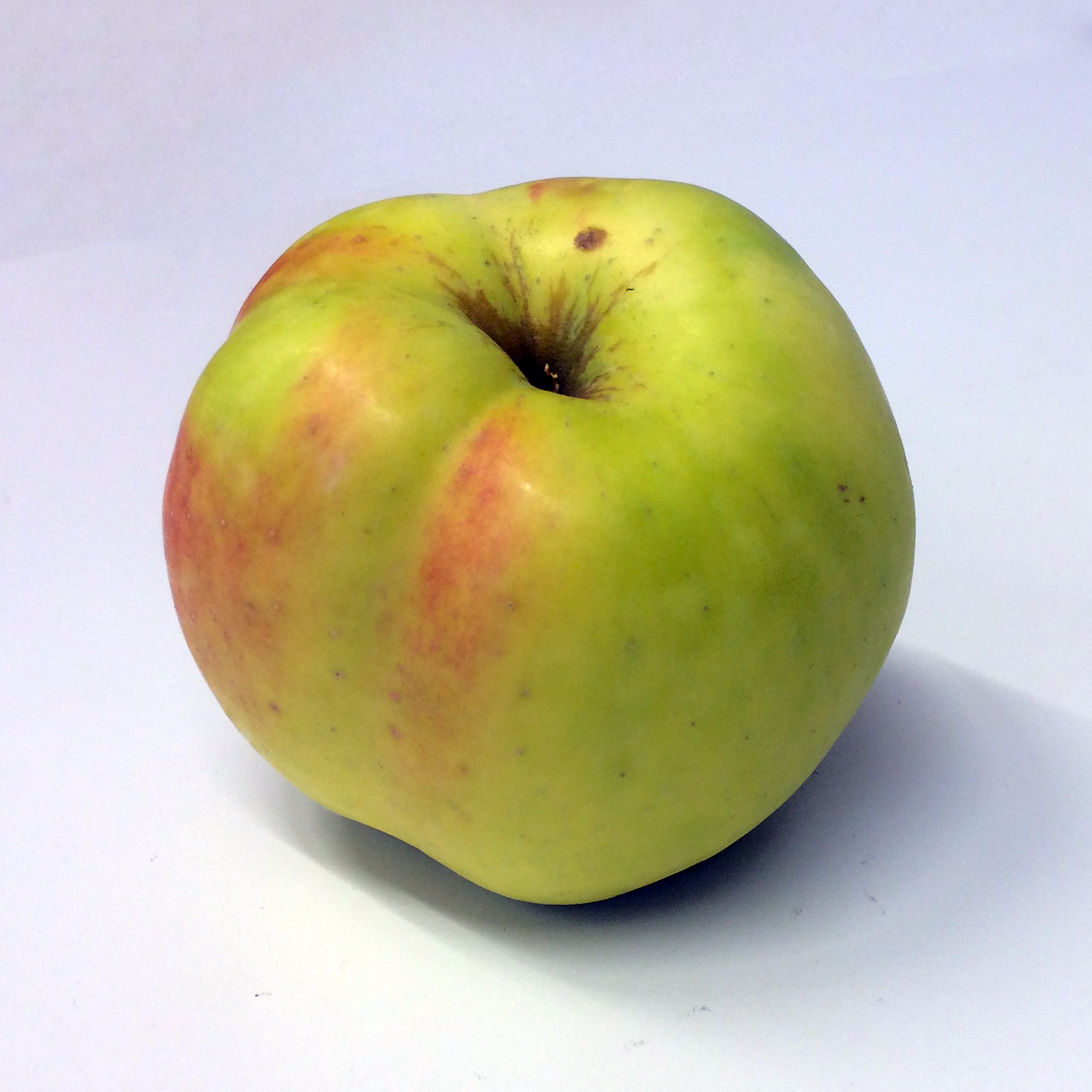
'Filippa'.
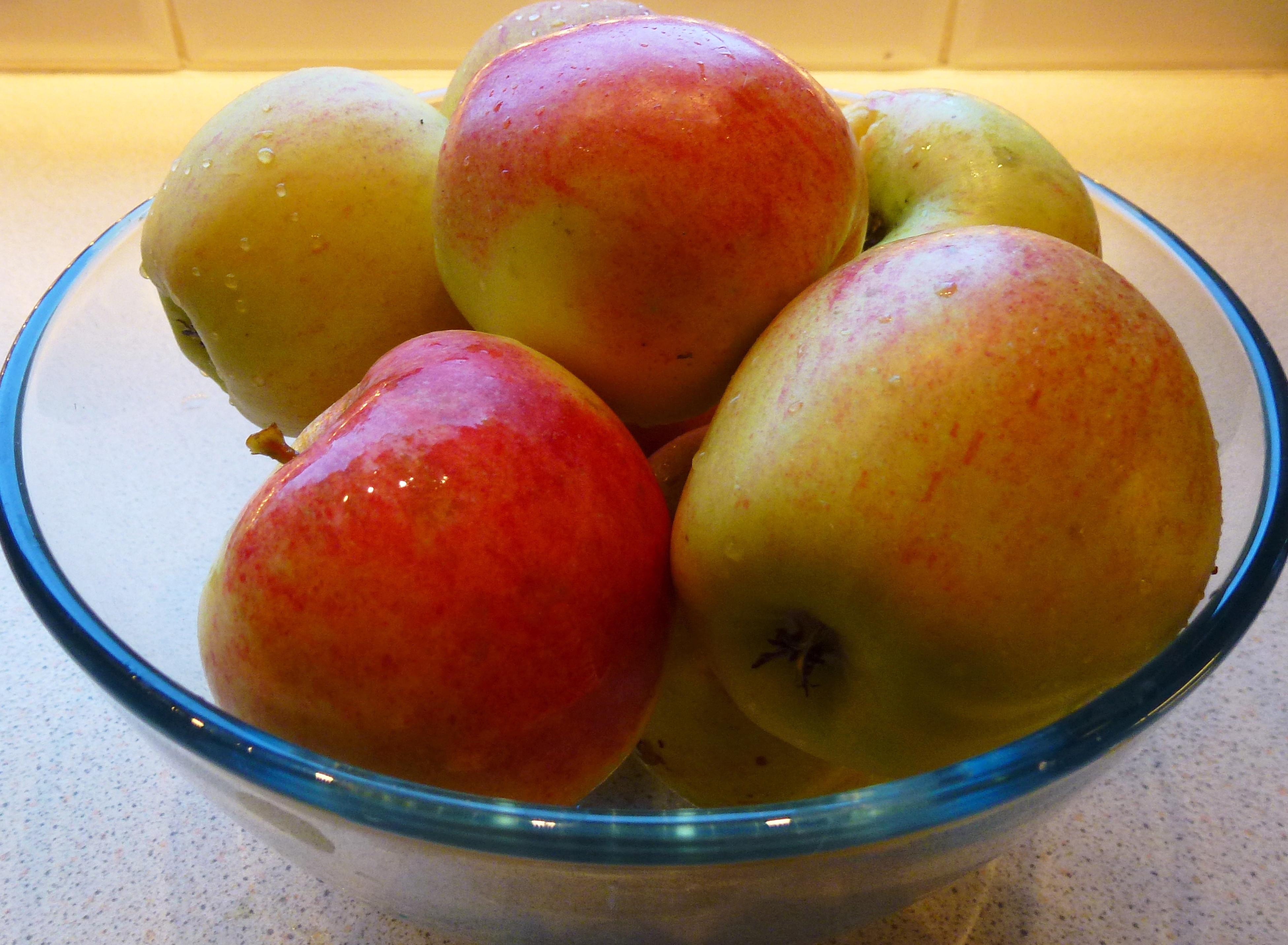
'Aroma'.